# Trung tâm bóng đá Changwon
Sân vận động Trung tâm bóng đá Changwon (tiếng Hàn Quốc: 창원축구센터) là một sân vận động dành riêng cho bóng đá và sân tập luyện ở Changwon, Hàn Quốc. Sân hiện đang được sử dụng chủ yếu cho các trận đấu bóng đá. Sân vận động có sức chứa 15.074 người và được xây dựng vào năm 2009.
Hiện tại, đây là sân nhà của câu lạc bộ Gyeongnam FC thuộc K League 2 và câu lạc bộ Changwon City FC thuộc K3 League.

## Hình ảnh

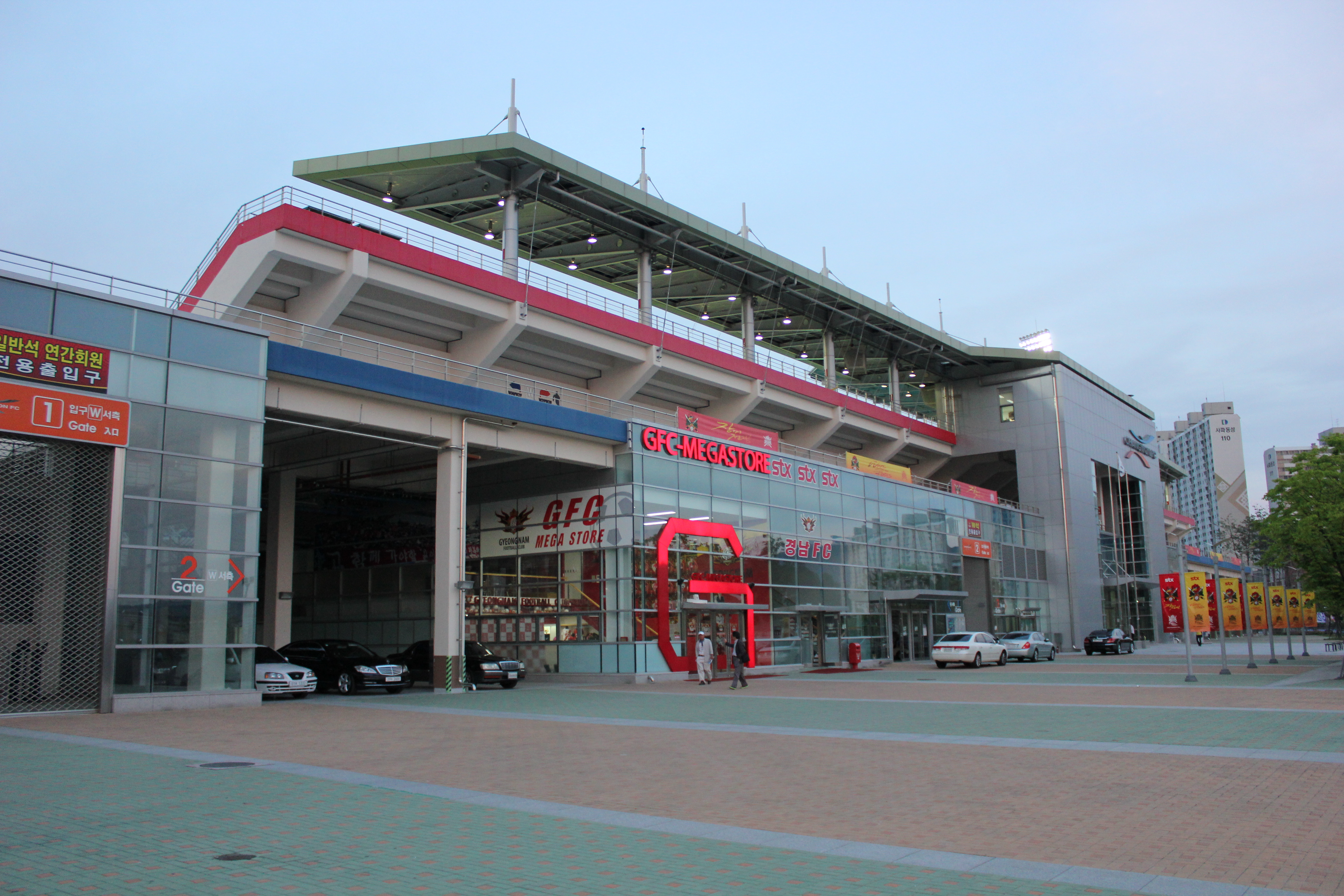
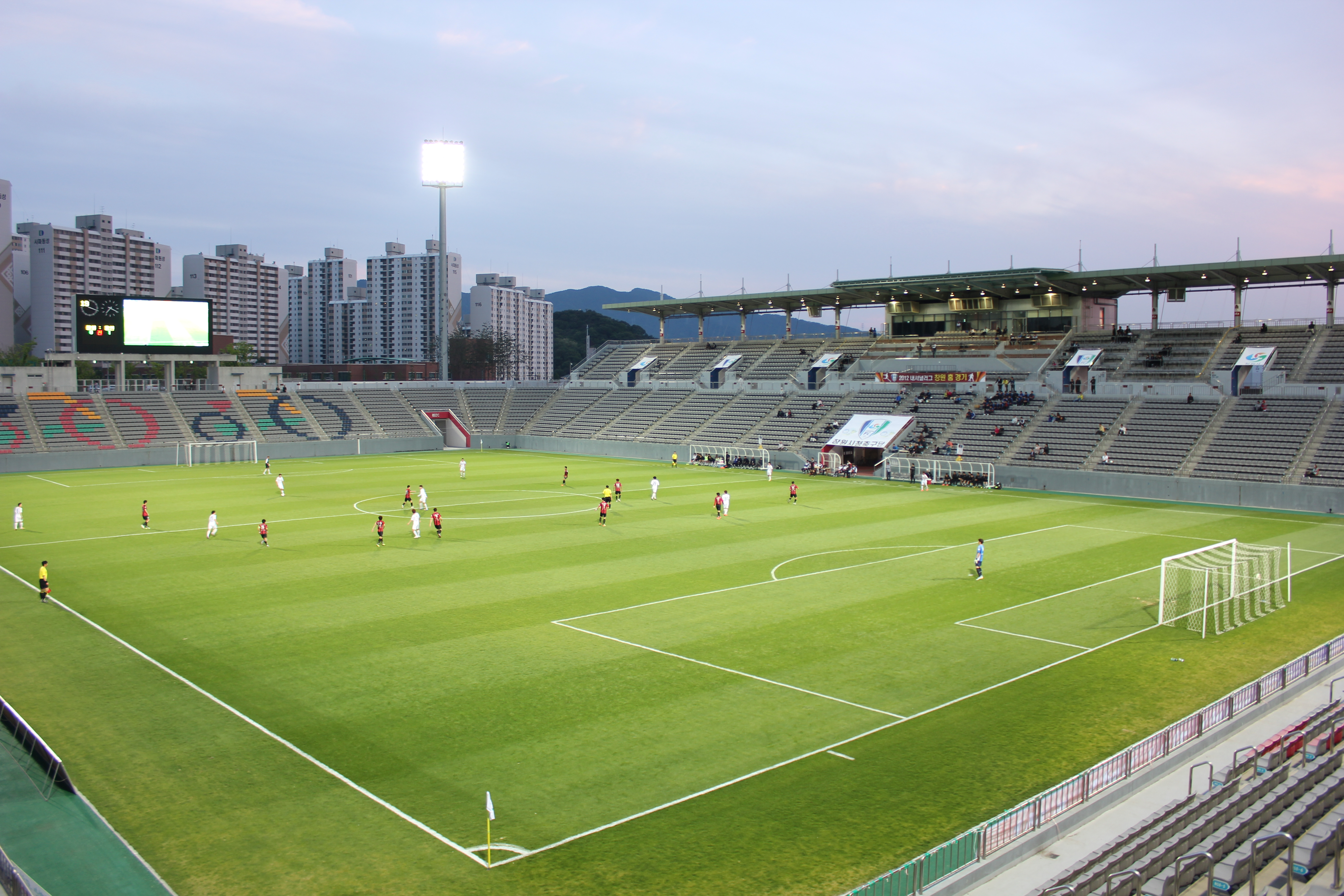
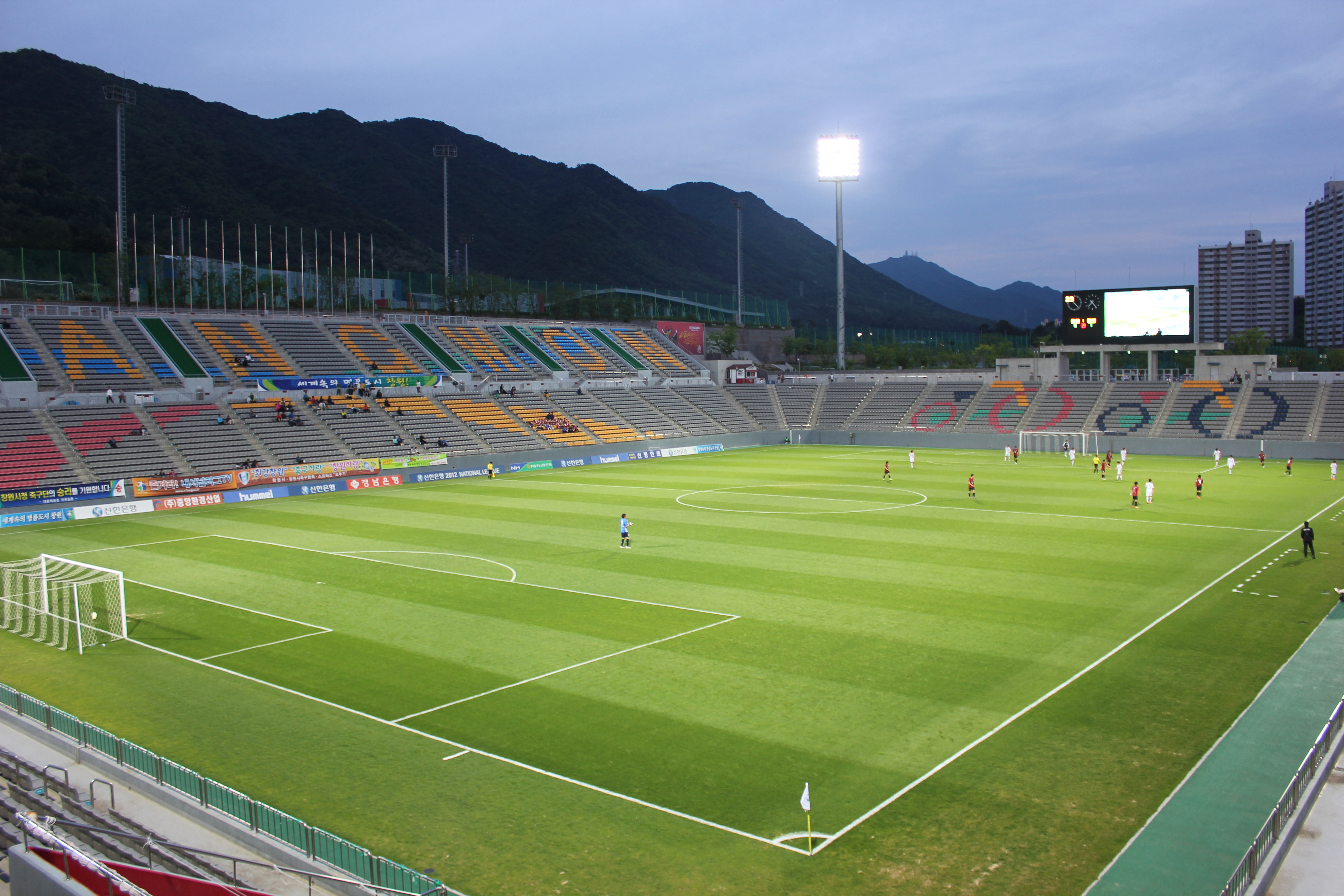
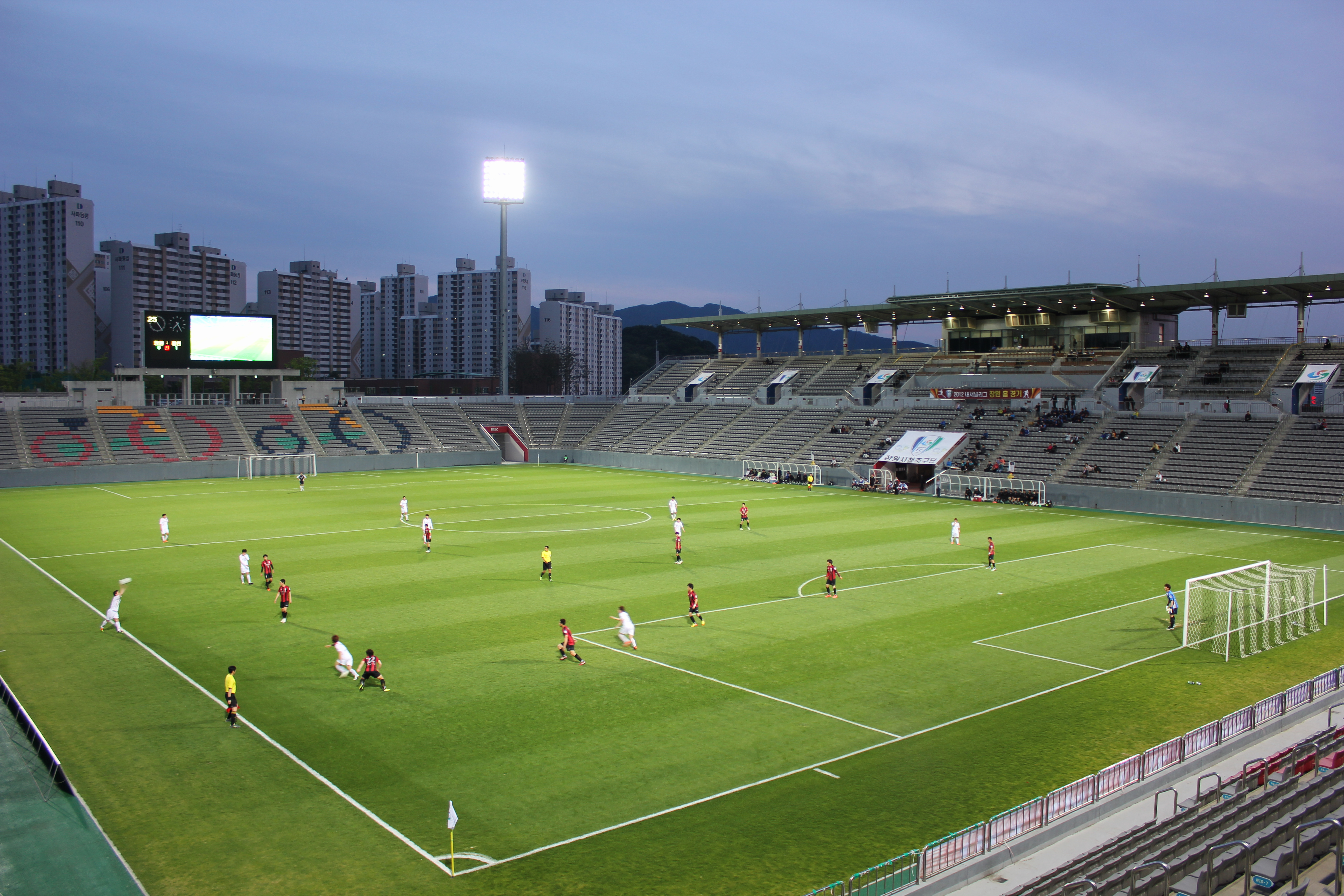
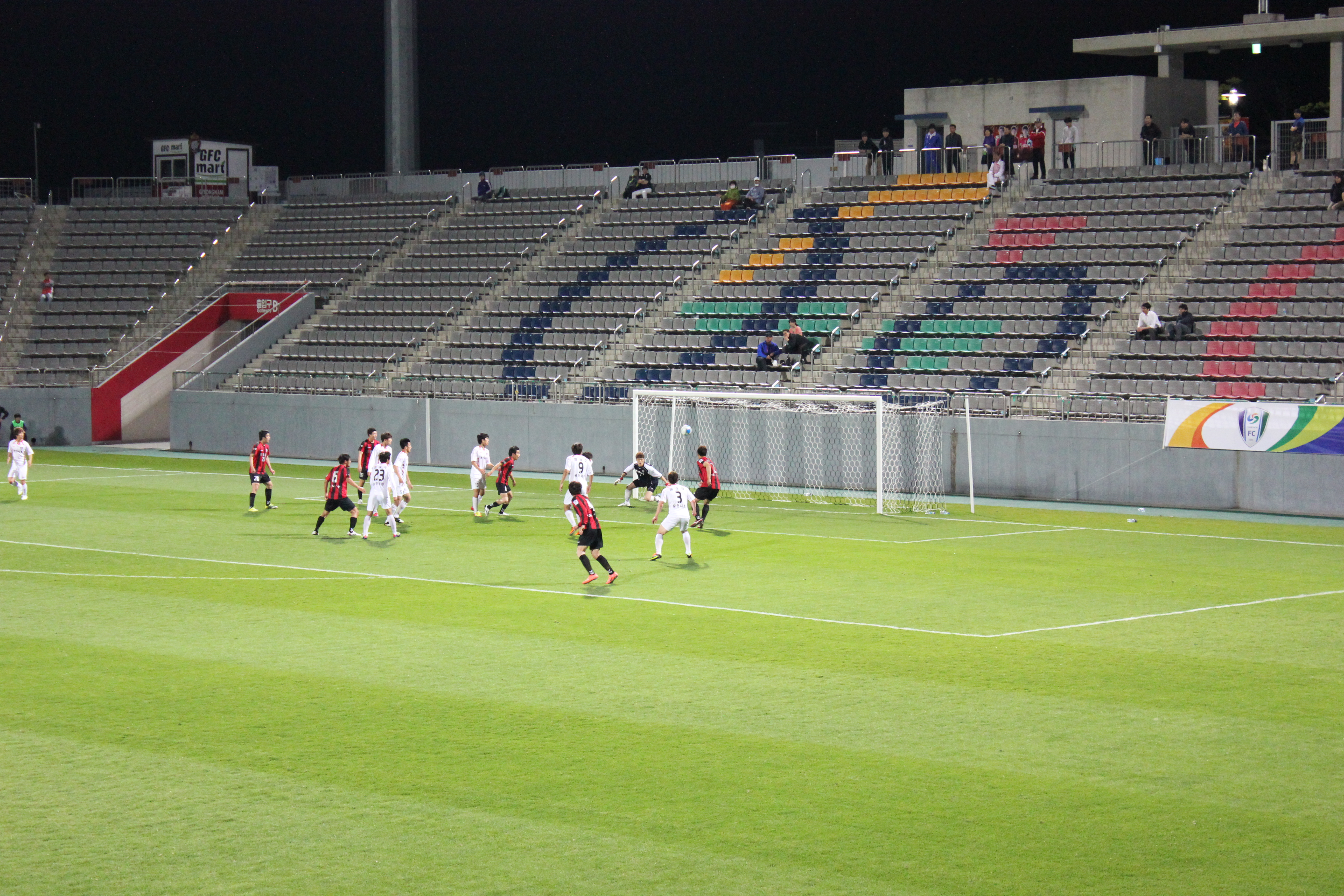